# Луговая (Рождественское сельское поселение)
Луговая — деревня в Пермском районе Пермского края. Входит в состав Юго-Камского сельского поселения.

## Географическое положение
Расположена на левом берегу реки Пизя, примерно в 22 км к юго-востоку от административного центра поселения, посёлка Юго-Камский.

## Население
| 2010 |
| ---- |
| 89   |

## Улицы[2]
- Луговая ул.
- Луговская ул.
- Садовников ул.

## Топографические карты
- Лист карты O-40-88 Новый. Масштаб: 1 : 100 000. Состояние местности на 1988 год. Издание 1990 г.